# Leucotela venia
Leucotela venia är en fjärilsart som beskrevs av Paul Dognin 1914. Leucotela venia ingår i släktet Leucotela och familjen nattflyn. Inga underarter finns listade i Catalogue of Life.